# فرد باركر
فرد باركر (بالإنجليزية: Fred Parker)‏ (18 يونيو 1886 بوايمث في المملكة المتحدة - 1 يناير 1963) هو مدرب كرة قدم ولاعب كرة قدم بريطاني (وحمل سابقاً جنسية المملكة المتحدة لبريطانيا العظمى وأيرلندا) في مركز الهجوم. لعب مع نادي ليتون أورينت وSalisbury City F.C. (1905) ‏ ونادي فوكستون ونادي ويموث.